# Fimbristylis obtusata
Fimbristylis obtusata är en halvgräsart som först beskrevs av Charles Baron Clarke, och fick sitt nu gällande namn av Henry Nicholas Ridley. Fimbristylis obtusata ingår i släktet Fimbristylis och familjen halvgräs. Inga underarter finns listade i Catalogue of Life.